# Eduard Jellinghaus
Eduard Jellinghaus (Princenhage, 2 september 1871 – Den Haag, 15 maart 1944) was een Nederlands jurist en rechter. Hij was onder meer president van het Gerechtshof in Den Haag en van het Hoog Militair Gerechtshof.

## Biografie
Eduard Jellinghaus werd geboren in Princenhage als zoon van Eduard Jellinghaus en Adrienne Jeanne Reigersman. Hij volgde het gymnasium in Dordrecht en studeerde vanaf 1891 rechten aan de Universiteit van Leiden. Op 4 februari 1898 promoveerde hij aldaar op stellingen.
Na zijn studie werd hij advocaat-procureur in Breda. Op 3 april 1900 werd hij benoemd tot kantonrechter-plaatsvervanger in Breda. In 1904 volgde zijn benoeming tot ambtenaar van het Openbaar Ministerie bij de kantongerechten in Amsterdam, met standplaats Hilversum.
Op 20 december 1909 werd hij rechter in Amsterdam, waarna hij op 21 februari 1914 werd overgeplaatst naar de rechtbank in Den Haag. Op 9 november 1923 werd hij raadsheer in het Gerechtshof in Den Haag. Vervolgens werd hij op 1 juli 1933 benoemd tot vicepresident en op 1 oktober 1935 tot president van dat gerechtshof.
Vanaf 1 januari 1925 was Jellinghaus lid van het Hoog Militair Gerechtshof. Op 9 februari 1933 werd hij benoemd tot lid van het college en op 18 juli 1936 tot president van het Hoog Militair Gerechtshof. Hij nam eervol ontslag in 1941.
Naast zijn rechterlijke functies was hij van 1909 tot 1914 lid van de gezondheidscommissie in Amsterdam.
Hij overleed in 1944 en werd begraven op de Algemene Begraafplaats aan de Kerkhoflaan in Den Haag.

## Onderscheidingen
- Ridder in de Orde van de Nederlandse Leeuw (1937)
- Officier in de Orde van Leopold II (1924)
- Mobilisatiekruis 1914-1918